# Ichneumon mendax
Ichneumon mendax es una especie de insecto del género Ichneumon de la familia Ichneumonidae, orden Hymenoptera.
 Fue descrita por Cresson en 1877.
Se encuentra en Norteamérica. Las hembras invernan bajo la corteza de los árboles.